# Escape Room (film 2017)
Escape Room è un film del 2017 diretto da Will Wernick.

## Trama
Sei amici, in cerca di una serata alternativa, provano un'escape room, un gioco reale in cui, chiusi in una stanza, dovranno risolvere una serie di enigmi per poterne uscire. Ma stavolta oltre all’uscita, dovranno guadagnarsi il diritto a sopravvivere.

## Distribuzione
La prima mondiale si è svolta il 9 giugno 2017 al Seattle International Film Festival.
Primo film ispirato alle escape room, è uscito in streaming in Italia su Prime Video e internazionalmente su Netflix.